# カネム州
カネム州（カネムしゅう、Kanem Region）は、チャドの州。チャドの22ある州のうちのひとつである。人口280,804人(1993年)。州都はマオ。

## 歴史
この地には西暦700年ごろカネム・ボルヌ帝国が勃興し、1376年にいったんカネム・ボルヌ帝国の支配下より離れるも、16世紀に入りイドリス・アローマによって再びカネム・ボルヌ帝国の支配に戻った。
2008年、東部のバル・エル＝ガゼル県が独立し、バル・エル＝ガゼル州となった。
2021年4月、チャドで行われた大統領選挙に合わせて「チャド変革友愛戦線」（FACT）がリビア国境を越えてカネム州へ軍事攻勢を開始。一時はカネム州を解放したとの報道もなされたが、同年5月9日までに大規模な戦闘は終了し、チャド軍が勝利宣言を行っている。

## 住民
10,956人が遊牧民で、269,846人の定住民のうち農村居住者が239,104人、都市居住者が30,742人である。

### 民族
カネム州の住民は、ダザ人が48.25%、カネンブ人が40.54%、バッガーラ族（ディファ・アラブ）が4.97%を占める。